# Hermann Otto II de Limburg Stirum

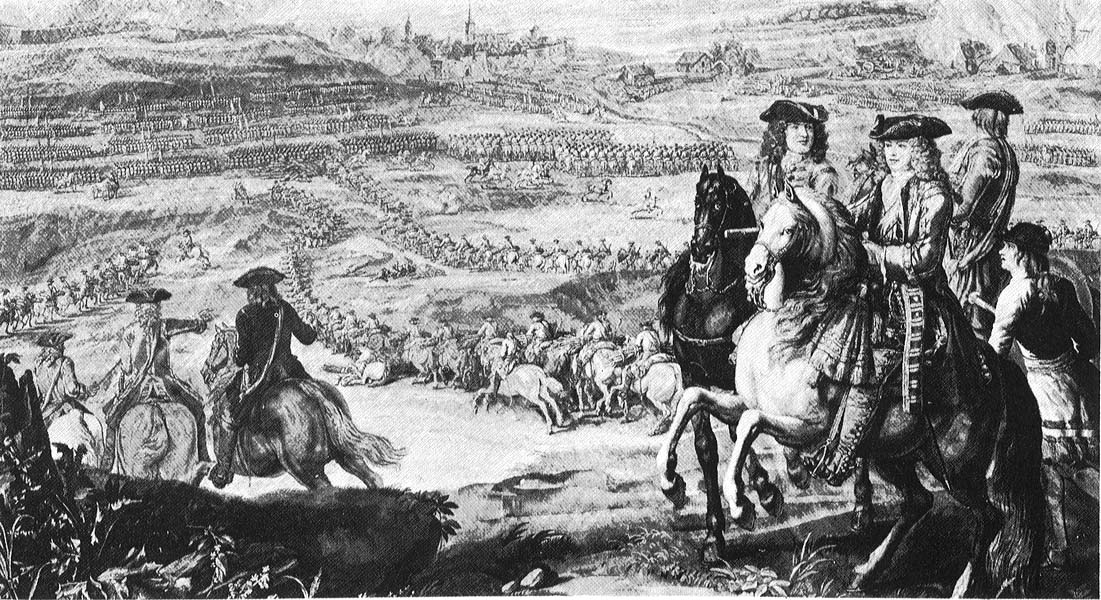
Hermann Otto II lideró personalmente el segundo asalto de Marlborough en Schellenberg el 2 de julio de 1704, donde fue herido mortalmente.

El Mariscal de Campo Hermann Otto II de Limburg Stirum (1 de abril de 1646 - Donauwörth, 8 de julio de 1704), conde de Limburg Stirum y Bronckhorst, señor soberano de Gemen, era el hijo de Adolf Ernst de Limburg Stirum y un Mariscal de Campo imperial.
Heredó el señorío con inmediación imperial de Gemen en 1675, 18 años después de la muerte de su padre, después de que la regencia sobre Gemen fuera ejercida por su madre Isabella, condesa von Vehlen und Meggen zu Raesfeld. La razón de esta regencia se desconoce. El 15 de septiembre de 1700, una decisión de la corte confirmó sus derechos de sucesión sobre Gemen.

## Carrera militar
Sirvió en un regimiento de Bayreuth. En 1678 fue nombrado comandante de un regimiento imperial. Después de su nominación como Mayor General en 1684 se distinguió varias veces en las guerras contra los turcos. Se convirtió en Mariscal de Campo en 1696.
En 1701 luchó en la guerra de Sucesión Española en el servicio del emperador Leopoldo I del Sacro Imperio Romano Germánico contra Francia y Baviera. En 1703, perdió la batalla de Höchstädt contra fuerzas franco-bávaras a las órdenes del General Villars. En 1704, condujo el segundo asalto sobre posiciones enemigas en la batalla de Schellenberg y fue herido mortalmente. Murió a los pocos días.

## Matrimonio e hijos
Contrajo matrimonio en 1678 con Charlotte Amalie, condesa von Vehlen und Meggen zu Raesfeld (1662-1718). Tuvieron seis hijos:
- Otto Leopold Ernst, conde de Limburg Styrum y Bronckhorst, señor soberano de Gemen y señor de Raesfeld (1688-1754);
- Isabelle Wilhelmine (n. 1696), desposó en primeras nupcias en 1729 al conde Johann Kajetan von Kolowrat (f. 1729) y en segundas nupcias al barón Albert Eugen von Przichowsky (f. 1737);
- Sophie (1689-1714), desposó en 1711 al conde Maximilian von Reinstein-Tattenbach (f. 1762);
- Maria Anna;
- Bernhardine (f. 1764), monja en Bergen
- Magdalene Sibylle (1698-1762)